# Рацифандриаманана, Лила
Лила Анитра Рацифандрихаманана (малаг. Lila Hanitra Ratsifandrihamanana; род. 19 ноября 1959, Антананариву) — мадагаскарский политический деятель и дипломат. Была министром научных исследований в 1997—1998 годах и министром иностранных дел в 1998—2002 годах, после чего подала в отставку 27 февраля 2002 года на фоне политического кризиса, последовавшего за президентскими выборами в декабре 2001 года, поскольку, по словам её представителя, «она лично выступала за сравнение отчётов» относительно разногласий по поводу выборов. Затем в 2002 году она стала послом в Сенегале. В 2007 году она стала постоянным представителем Мадагаскара в Африканском союзе и Постоянной наблюдательной миссии Африканского союза при Организации Объединённых Наций в Нью-Йорке. В 2009 году присоединилась к Продовольственной и сельскохозяйственной организации Объединённых Наций (ФАО) в качестве директора Отделения по связям с ООН в Нью-Йорке.

## Семья
Лила Анитра Рацифандрихаманана — шестой ребёнок Анри Рацифандрихамананы (1921—1982), педиатра и страстного борца с колониализмом, и Клариссы Андриамампандри Рацифандрихамананы (1926—1987), выдающейся писательницы и поэтессы, члена Малагасийской Академии и других национальных и международных литературных организаций.

## Образование
У Лилы Анитры Рацифандрихамананы есть степень магистра в области административных наук, дипломатии и международных отношений Университета Фэрли Дикинсон, Нью-Джерси, США (2010), а также степень в области горного дела со специализацией в геофизике. Диплом магистра геологии получила в СССР в Ленинградском горном институте имени Г. В. Плеханова (1985).

## Педагогическая карьера
Лила Анитра Рацифандрихаманана начала свою профессиональную карьеру в 1986 году в качестве преподавательницы и исследовательницы в Высшей педагогической школе Университета Антананариву в столице Мадагаскара. В 1992 году она была назначена старшим преподавателем, отвечающим за подготовку педагогов-естествоиспытателей в Высшей школе естественных наук в Антананариву, а затем возглавила её Центр исследований в области естественных наук.

## Политическая карьера
Вовлечённая в национальную политическую жизнь, Лила Анитра Рацифандрихаманана была заместительницей председателя партии Конгресса за свободу и реформы Мадагаскара (AKFM-FANAVAOZANA) и президентом её женской организации «Женщины за обновление» (Femmes pour le renouveau). Она также участвовала в ряде выборов на национальном, провинциальном и коммунальном уровнях, была членом Ассоциации малагасийских женщин-министров и парламентариев.
В феврале 1997 года она была назначена министром научных исследований в правительстве премьер-министра Паскаля Ракутумаву при президентстве Дидье Рацираки, став в 38-летнем возрасте первой женщиной, занявшей этот высокий пост. Среди её достижений — запуск серии научно-исследовательских мероприятий и выставок «Национальный исследовательский зал» (Hall de la Recherche Nationale, HARENA).
В июле 1998 года она была назначена министром иностранных дел Республики Мадагаскар и занимала эту должность до февраля 2002 года. В качестве главы малагасийской дипломатии Лила Анитра Рацифандрихаманана представляла Мадагаскар на различных встречах и конференциях высокого уровня Организации Объединённых Наций, ОАЕ/Африканского союза, Международной организации франкофонии, Движения неприсоединения, Группы 77 и конференции по наименее развитым странам. Она принимала активное участие в деятельности региональных организаций, таких как IOR-ARC, Общий рынок Восточной и Южной Африки (COMESA) и Комиссия по Индийскому океану (Межправительственная океанографическая комиссия), в которой она председательствовала в 2000—2001 годах.
Лила Анитра Рацифандрихаманана совершила ряд официальных визитов в более чем пятьдесят стран и инициировала международные встречи и мероприятия на Мадагаскаре. Во время своего официального визита в Китай в мае 1999 года она выдвинула идею платформы обмена между Китаем и Африкой, которая впоследствии стала Форумом по китайско-африканскому сотрудничеству (FOCAC).
С 2002 по 2006 год она была послом Мадагаскара в Сенегале, а также в Мали, Буркина-Фасо, Марокко, Кабо-Верде, Гамбии и Кот-д’Ивуаре.
В январе 2007 года она была назначена послом, постоянным представителем и постоянным наблюдателем Африканского союза при Организации Объединённых Наций в Нью-Йорке.
С октября 2009 года по сентябрь 2012 года она была директором Отделения связи Продовольственной и сельскохозяйственной организации (ФАО) с ООН в Нью-Йорке.

## Общественная деятельность
Лила Анитра Рацифандрихаманана участвует в деятельности ряда организаций, в том числе НПО «TANY VAO — TERRE NOUVELLE- NEW LAND» и ассоциации «ACCUEIL MADAGASCAR» (в качестве президента-учредителя). Также она является членом Правления Ассоциации «Женщины, науки, развитие» и Национального союза геологов Мадагаскара (UNGM). Как и её мать, пишет стихи.